# Kingsford Dibela
Kingsford Dibela (ur. 16 marca 1932, zm. 22 marca 2002) – gubernator generalny Papui-Nowej Gwinei w latach 1983–1989. Pochodził z plemienia Wedau.